# Ловара (Виченца)
Ловара је насеље у Италији у округу Виченца, региону Венето.
Према процени из 2011. у насељу је живело 246 становника. Насеље се налази на надморској висини од 184 м.